# 千葉県社会福祉事業団
千葉県社会福祉事業団（ちばけんしゃかいふくしじぎょうだん）とは、千葉県袖ケ浦市蔵波にある公益法人。

## 概要
千葉県と緊密な連携を保ちつつ，県社会福祉事業の推進を図り、広く千葉県民福祉の向上に寄与することを目的として、社会福祉法の定めるところにより設立された。

## 沿革
- 1966年(昭和41年)6月29日 - 社会福祉法人千葉県社会福祉事業団設立認可
- 1966年(昭和41年)7月1日 - 千葉県から千葉県袖ヶ浦福祉センターの経営受託
- 1966年(昭和41年)7月18日 - 知的障害者更生施設入所開始
- 1966年(昭和41年)10月29日 - 肢体不自由児施設入所開始
- 1968年(昭和43年)4月1日 - 肢体不自由児施設内に千葉県袖ケ浦養護学校開校
- 1970年(昭和45年)9月1日 - 知的障害者授産施設入所開始
- 1975年(昭和50年)3月1日 - 千葉県から身体障害者療護施設の経営受託
- 1982年(昭和57年)4月1日 - 知的障害者授産施設通所授産開始
- 1996年(平成8年)7月1日 - 知的障害者グループホーム入居開始
- 1997年(平成15年)4月15日 - 知的障害者更生施設ユニット形式の自立訓練棟入居開始
- 2010年(平成22年)4月1日 - 児童デイサービス事業開始
- 2013年(平成25年)11月 - 袖ヶ浦福祉センターで利用者が職員による虐待で死亡する事件が発生
- 2023年(令和5年)3月31日 - 袖ケ浦福祉センター廃止[2]

## 施設
更生園
生活介護サービスと施設入所支援サービスを提供する障害者支援施設。重度・最重度の知的に障害があり、手厚い介護が必要な方、医療のケアを必要とする方や行動上の諸問題を持つ方等への福祉サービスの提供を行っている。(8居住棟を擁している。)
養育園
支援が難しい知的障害のある子どもや緊急的保護を要する児童に、適切な療育サービスを提供している。地域で暮らす障害のある子どものセーフティーネットの役割として、日中一時支援ならびに短期入所事業を提供している。（4居住棟を擁している）
診療室
内科、小児科、精神科：国立大学法人千葉大学医学部附属病院･他の医師が診療に当たっている。
歯科：学校法人日本大学松戸歯学部付属病院の歯科医師が診療に当たっている。
皮膚科・眼科・耳鼻咽喉科：学校法人帝京大学ちば総合医療センター・他の医師が診療に当たっている。
児童サービスセンター
発達障害児等の療育に関する事業を受託し、発達面等が気になる子どもに療育サービスを提供する「千葉県障害児等療育支援事業」を行っている。

## 不祥事

### 袖ヶ浦福祉センターにおける虐待死亡事件(2013年)
2013年(平成25年)12月12日、「袖ヶ浦福祉センター養育園」に入所していた19歳(男性)の利用者が死亡し、当該事業所の支援職員5人により死亡した利用者を含む複数の利用者への悪質な暴行が繰り返されていたという報道がなされた。また当該5人の職員が、通常の支援の中で亡くなった利用者とは別に、利用者9名に対しそれぞれ暴行を行っていたことも併せて確認された。
経過
・11月25日　利用者が養育園内で夕食後に呼吸困難となり救急搬送。26日未明に搬送先医療機関で死亡(敗血症による多臓器不全と診断)
・11月29日　警察から、28日に検視及び解剖をしたとの連絡が、養育園に入る。
・12月2日　29日からの社会福祉事業団(以下「事業団」という。)の内部調査(職員への聞き取り調査)の結果、「職員Aが当該利用者に対する暴行を加えている現場を目撃した。」との情報が職員からあり、警察に対し提供した。
・12月5日　「先の職員Aを含む計5名が、当該利用者や他の利用者に対して、それぞれ暴行を加えていた。」との情報が職員からあり、警察に対して提供した。
・12月6日　県から事業団に対し、現地にて、利用者に対する適正な処遇の確認及び立入検査日(11日)の関係職員の待機を指示
・12月11日　障害者総合支援法等に基づく立入検査実施⇒ 事業団役員及び養育園職員(全20人)からの事情聴取における職員の自供又は証言により、養育園第2寮の5人の職員が死亡した利用者に対し、それぞれ暴行を行っていたことが確認されるとともに、当該5人の職員が、通常の支援の中で、亡くなった利用者とは別に、利用者 9 名に対し、それぞれ暴行を行っていたことが確認された。
元職員の逮捕
千葉県警捜査1課と木更津署は2014年3月11日、男性に暴行して死亡させたとして、傷害致死容疑で施設を運営する社会福祉法人の元職員の男(23)を逮捕した。逮捕容疑は2013年11月24日午後3時ごろ、養育園第２寮の多目的スペース「デイルーム」で、男性の腹を複数回蹴り、同26日未明、搬送先の病院で腹膜炎により死亡させた疑い。
県の立ち入り調査では、行方容疑者含め20～50代の職員5人が男性に暴行を振るっていたことが判明。5人は別の入所者9人に対しても暴行をしていた。施設を運営する社会福祉法人「千葉県社会福祉事業団」は12月、5人を解雇していた。県警は元職員数人からも暴行容疑で事情聴取した。県によると、同法人が運営する別の２施設でも職員による虐待が次々明らかになっており、計3施設で計15人の職員が性的、心理的を含めて虐待をしていたことが確認された。県は同法人に対して幹部刷新や職員研修の徹底など計4回の改善勧告を出している。また、県の第三者検証委員会が詳しい経緯や原因などの調査を進めている。
判決
2015年3月23日、千葉地方裁判所で当該事件の裁判員裁判の判決公判が開かれた。西野吾一裁判長は被告である傷害致死の罪に問われた元職員(24歳)に懲役6年(求刑懲役8年)を言い渡した。
当事業団公式ホームページには「私たち事業団職員は、平成25年11月26日の利用者死亡事件を決して忘れず、同じ過ちを二度と繰り返さないことを誓います。今後、利用者の皆様に、信頼していただける施設づくりを目指してまいります。」と記されている。

## アクセス
- 日東バス・小湊鉄道バス 「のぞみ野団地行」乗車「槇の実特別支援学校前」停留所より徒歩約5分[12]

## 周辺
- 千葉県立槙の実特別支援学校[12]
- 館山自動車道[12]